# Wirtschaftsgebäude (Bad Doberan)

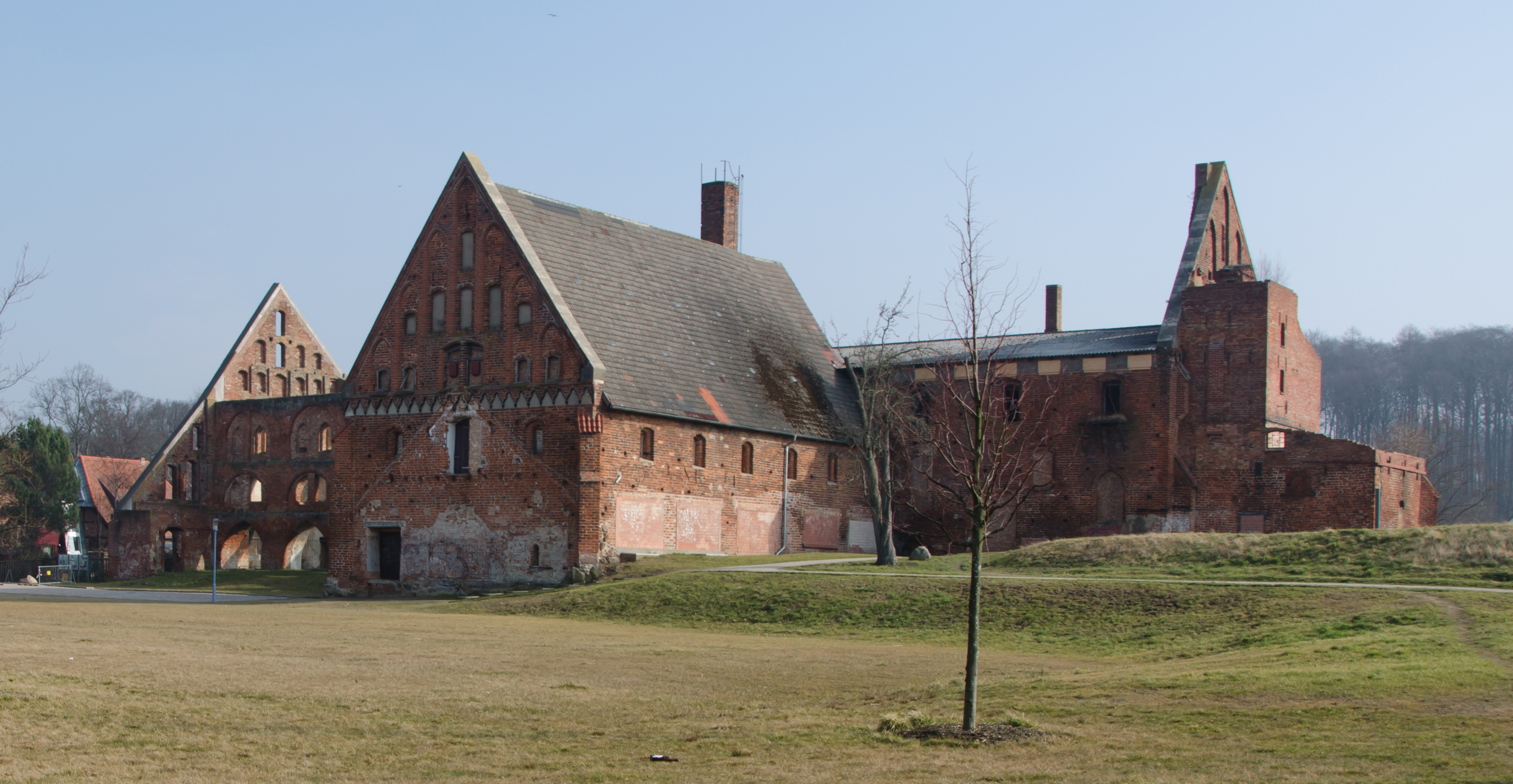
Wirtschaftsgebäude, 2014

Das Wirtschaftsgebäude  ist das größte profane Bauwerk im ehemaligen Kloster Doberan. Das im Zeitraum 1283 bis 1290 errichtete Gebäude ist seit einer Brandstiftung 1979 größtenteils eine Ruine. Historische Bezeichnungen waren Backhausmühle, Wirtschaftshaus, Kloster-Brennerei und Vitakost.

## Architektur

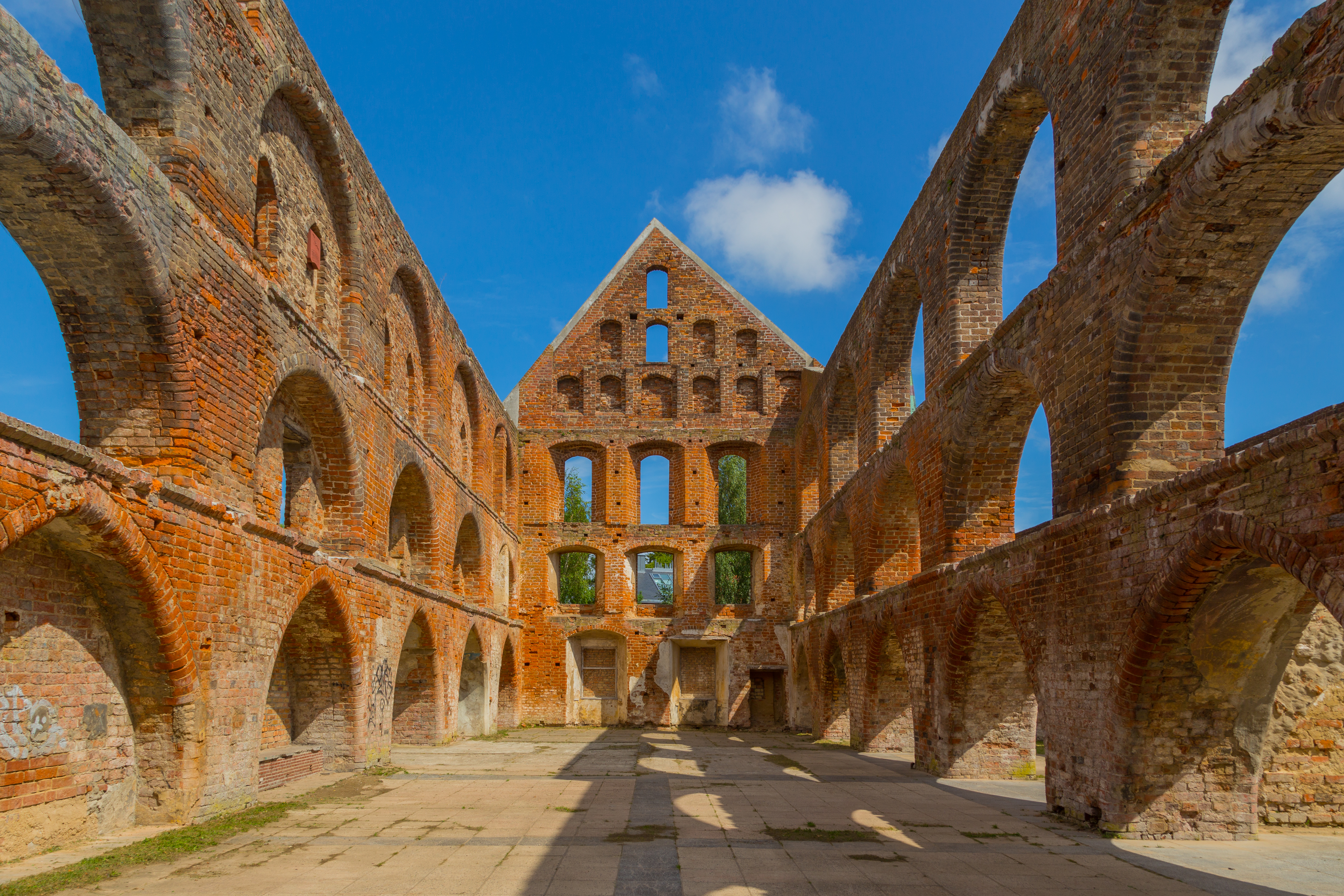
Bogenmauern und Nordgiebel, 2019

Das Wirtschaftsgebäude ist nach dem Münster das zweitgrößte Gebäude auf dem Doberaner Klostergelände und gehört zu den größten erhaltenen mittelalterlichen Wirtschaftsgebäuden des Zisterzienserordens. Die heutige Länge in Nord-Süd-Ausrichtung beträgt etwa 73 Meter, in West-Ost-Ausrichtung am Nordgiebel etwa 27 Meter und auf Höhe des Mühlenanbaus etwa 43 Meter. Die maximale Höhe liegt bei etwa 21 Metern. Das Gebäude hatte, abgesehen vom Mühlenflügel, drei Etagen und drei Speicherböden unter dem Dach. Ältere Publikationen gingen noch davon aus, dass der an der Westwand befindliche Mühlenanbau, im Mittelalter mehrmals als „Domus pistrina“ (Backhaus) genannt, erst nachträglich angebaut wurde. Aktuelle Forschungen gehen jedoch vom Bau des Gebäudes in einem Zug aus.
Der südlich des Hauptgiebels angesetzte Anbau stammt im Erdgeschoss aus dem Mittelalter und war ursprünglich mit einem Kreuzgewölbe versehen. Vermutlich wurde dort ursprünglich gebacken. Dieses wurde im Spätmittelalter aufgegeben und der Raum als Darre genutzt. Der zweigeschossige Aufbau, der auf der Hälfte dieses Gebäudeteils aufliegt, stammt aus dem 19. Jahrhundert.

## Geschichte
| Grundplan (etwa 1896) |
| --- |
| Grundplan vor 1896 |
| zur Anzeige der Originallegende von 1896 ausklappen 1. Mühlenanbau 2. einstöckiger Anbau 3. Zur Brennerei und Brauerei 4. u. 5. Für Federvieh etc. 6. Waschküche 7. Feuerung für die Darre 8. Kloset a. Vordiele b. Mitteldiele mit Treppen zu den Wohnräumen oben c. Wohnstube d. Schlafstube e. Esszimmer f. Küche g. Speisekammer h. Leutezimmer i. Kartoffelvorrathsraum k. Vorrathsraum zur Mälzerei l. Komptoir m. Zimmer des Buchhalters n. Diele und Einfahrt für Wagen o. Platz für Wagen und Geräthe p. Branntwein-Vorrathsraum mit Treppe von n. nach oben q. unbenutzer Raum r. Durchfahrt nach der Mühle s. früherer Eiskeller (ohne Eingang) t. Zoll-Lager u. Maass- und Kontrollier-Raum v. Sommerbier-Lager w. Treppe nach oben x. Zur Brennerei, s. 3. y. Ueberdachter Raum mit offenen Wänden z. Müller- und Brenner-Wohn- und Schlafzimmer α. Stellmacherwerkstatt β. Keller für Kartoffeln etc. γ. Die westliche Bogenmauer δ. Die östliche Bogenmauer ε. Die Quermauer |

Erbaut wurde das Wirtschaftsgebäude etwa in den Jahren 1283 bis 1290. Untersuchungen der erhaltenen Deckenbalken im Mühlenflügel ergaben, dass die Bäume für das Bauholz 1283 gefällt wurden. Zu dieser Zeit wurde Bauholz nicht abgelagert, sondern innerhalb eines Jahres verbaut. Dies geschah im zeitlichen Zusammenhang mit dem Bau der das Kloster umschließenden Mauer, während der Amtszeit des Abtes Konrad III. von Lübeck, während die Planung noch unter seinem Vorgänger Segebod II. (Abt bis 1283) erfolgt sein müssen.
Gemäß den Benediktinerregeln und dem idealisierten St. Galler Klosterplan, denen sich auch die Zisterzienser verpflichtet fühlten, beherbergte es Mahlen, Backen und Brauen, sowie einen Getreidespeicher unter einem Dach.
Im Mittelalter wurde von den Mönchen das Bachbett des Stülower Bachs künstlich erhöht, um in der Mühle die erforderliche Fallhöhe für das Wasser zu erreichen. Der dafür aufgeschüttete Erdwall von 700 Metern Länge spiegelt sich bis heute in der örtlichen Benennung dieses Gewässerteils als „Wallbach“. In der Mühle wurde das Wasser über mindestens zwei innenliegende, oberschächtige Wasserräder mit einer Absturzhöhe von etwa 4 Metern geleitet. Zu Anfang des 20. Jahrhunderts wurde das Wasser über eine aufgeständerte Rinne aus Eichenholz in das Gebäude geleitet und trieb das Wasserrad an.
Nach der Säkularisation des Klosters 1552 wurde das Gebäude weiterhin wirtschaftlich genutzt. Unter anderen waren hier eine Molkerei und Dampfbrauerei untergebracht.
Dem 1896 veröffentlichten Grundriss des Erdgeschosses kann man die vielfältige Nutzung des Gebäudes entnehmen. Außer der Mühle befanden sich dort unter anderem eine Brauerei und Brennerei, eine Mälzerei, Waschküche, mehrere Lagerräume für Bier, Branntwein, Kartoffeln, Wohn-, Schlaf und Esszimmer. Weitere Wohnungen gab es im Obergeschoss.
Bis in die 1930er Jahre wurde die Mühle genutzt. Erst 1937 wurden die Wasserrechte- und pflichten durch den Molkereibetreiber an die Stadt Bad Doberan zurückgegeben und die zuvor rund 5 Meter breite Mundöffnung an der Südseite der Mühle größtenteils zugemauert.
Ab 1939 produzierte das Unternehmen Müller & Co in dem Gebäude Sprengnieten für die Rostocker Ernst Heinkel Flugzeugwerke. Dies führte dazu, dass 1947 von der SMAD die Sprengung des „Militärobjektes“ befohlen wurde, was durch Denkmalschützer aber verhindert werden konnte.
1970 wurde das Gebäude nach Plänen von Lutz Elbrecht zu einer Schülergaststätte „Vitakost“ umgebaut.
Das Gebäude wurde als Schüler- und Berufsgaststätte, in der für mehr als 3000 Personen gekocht wurde, genutzt. Zusätzlich gab es im Obergeschoss noch Wohnungen für drei Familien. Am 8. März 1979 brannte das Gebäude nach einer Brandstiftung aus.
Das seit 2015 wieder in Betrieb befindliche Wasserrad produziert mittels eines Generators Strom und wurde 2016 durch einen Altdeutschen Mahlgang für Getreide ergänzt.
Die Mühle konnte zuletzt einmal im Monat während einer Führung besichtigt werden. Während der aktuellen Bauarbeiten sind diese Führungen ausgesetzt.

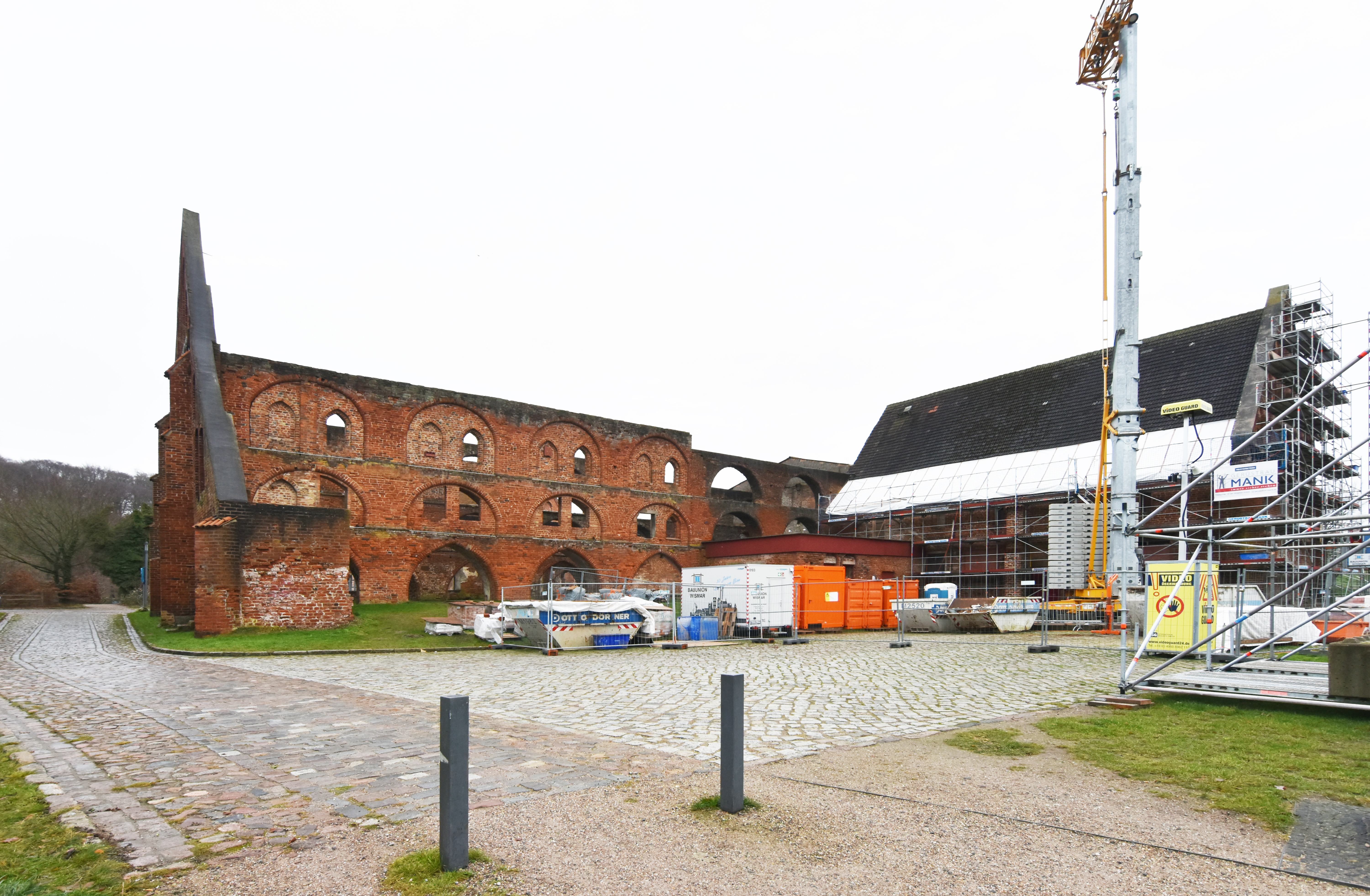
Wirtschaftsgebäude zu Beginn der Sanierung 2022

Der Haushaltsausschuss des Bundestages beschloss im Juni 2018 einen Zuschuss von 4,5 Mio. € für die Sanierung des Gebäudes. Zu diesem Zeitpunkt rechnete man mit dem Start der Arbeiten innerhalb von zwei Jahren. Der Sanierungsauftrag wurde dann im Dezember 2019 vergeben.
Im Oktober 2022 begannen die Sanierungsarbeiten schließlich. Der begonnene Bauabschnitt hat das Ziel, das Gebäude zu sichern und mit Fenstern, Türen und einem Dach zu schließen. Für den Sommer 2023 ist der Start des zweiten Bauabschnittes geplant. Dann sollen die Mauerkronen der großen Halle statisch ertüchtigt werden, um im Anschluss die neue Dachkonstruktion zu tragen. In einer dritten Baustufe wird der südliche Ruinenteil ein vollständiges Dach erhalten. Für 2025 ist der Abschluss der ersten Baustufe geplant. Die zukünftige Nutzung wird während der Bauarbeiten geprüft.

## Baugeschichtliche Forschungen
Das Gebäude war immer wieder Gegenstand bauhistorischer Untersuchungen. Unter anderem durch Gotthilf Ludwig Möckel, Friedrich Schlie (1896), und zuletzt 2013 durch Tilo Schöfbeck. Seit 2020 erfolgt im Zuge der Sicherungsmaßnahmen erneut eine umfassende Bauforschung. Parallel zur Bauforschung erfolgte eine mehrjährige systematische Auswertung der umfangreichen Archivalien, vorrangig aus dem Landeshauptarchiv Schwerin, durch Martin Heider. Ergebnis ist die Monografie samt zahlreicher Aktentranskriptionen Das Doberaner Wirtschaftsgebäude in den zeitgenössischen Quellen – Vom Mittelalter bis zur Erhebung Doberans zur großherzoglichen Sommerresidenz im Jahr 1793. Bad Doberan 2023 (s. Literatur).